# Ласальський університет
Університет Сент Ла Саль — приватний римсько-католицький університет, розташований на північно-заході Філадельфії, штат Пенсільванія. Названий на честь святого Жана-Батіста де ла Саль. Університет був заснований в березні 1863 року. Він пропонує своїм студентам навчання майже по 60 спеціальностям (мистецтво і наука, бізнес-адміністрування, медицина та інші). Зокрема, в університеті створено магістерську програму з україністики.

## Галерея

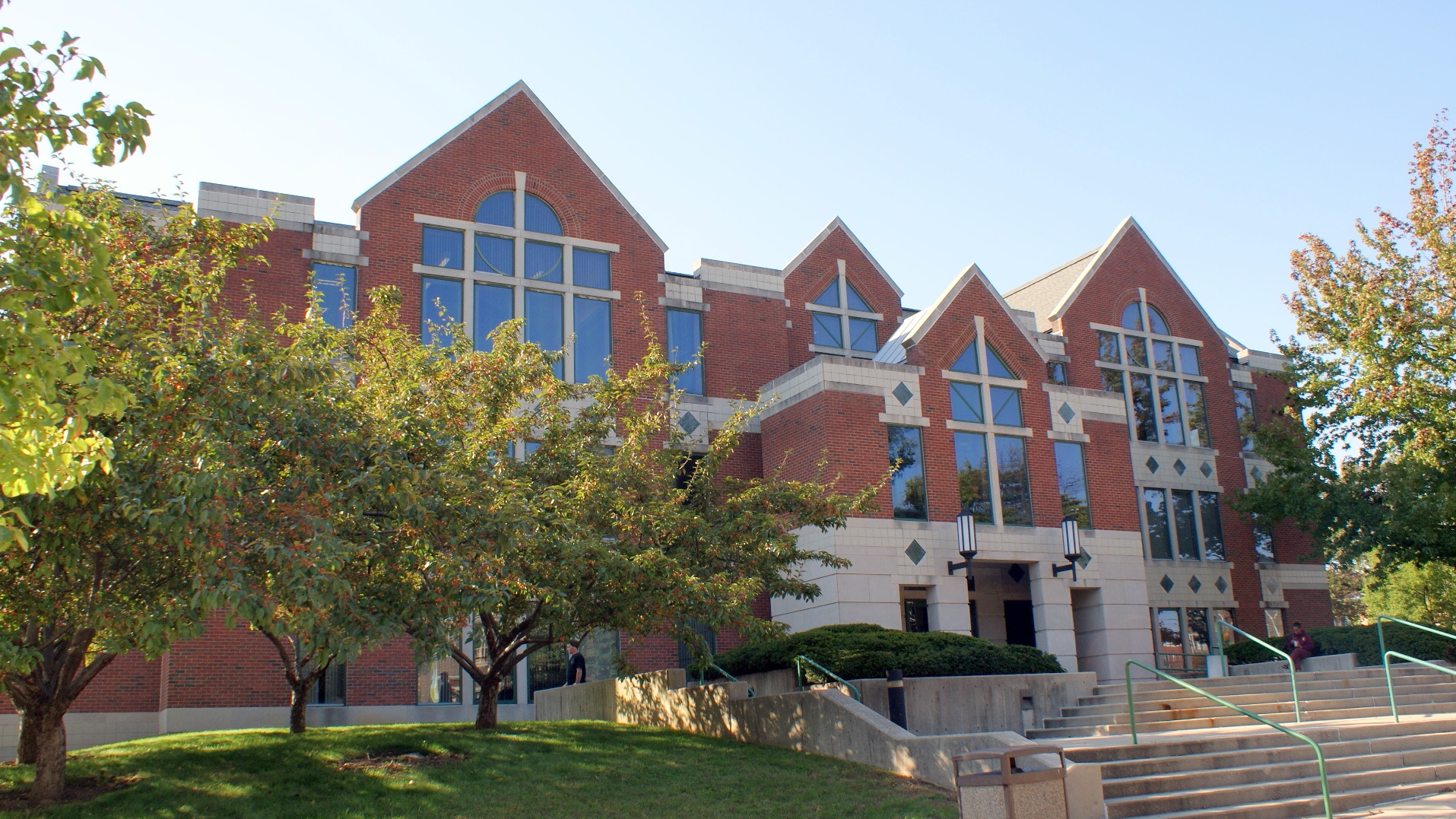
Connelly Library
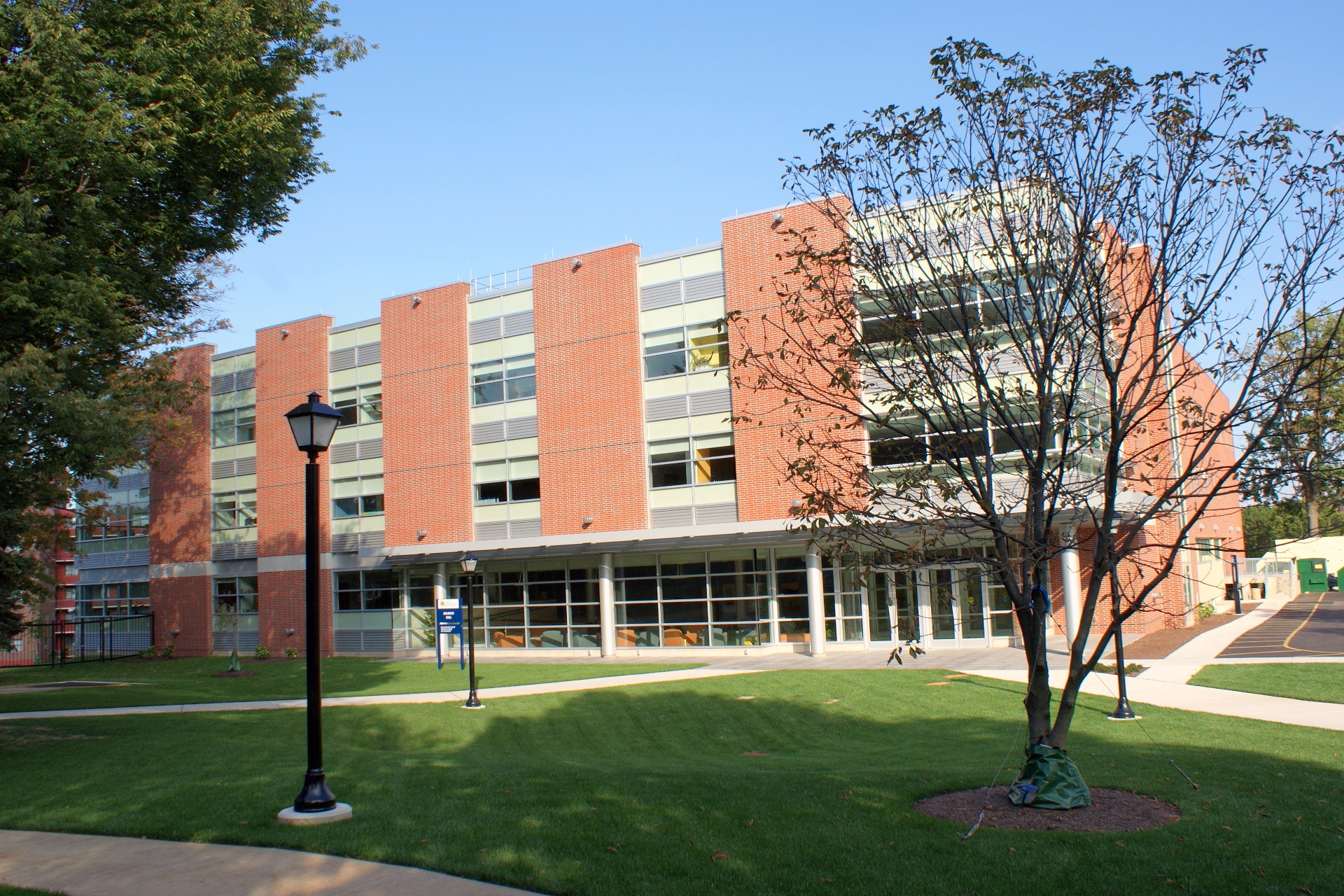
Roland Holroyd Science Center
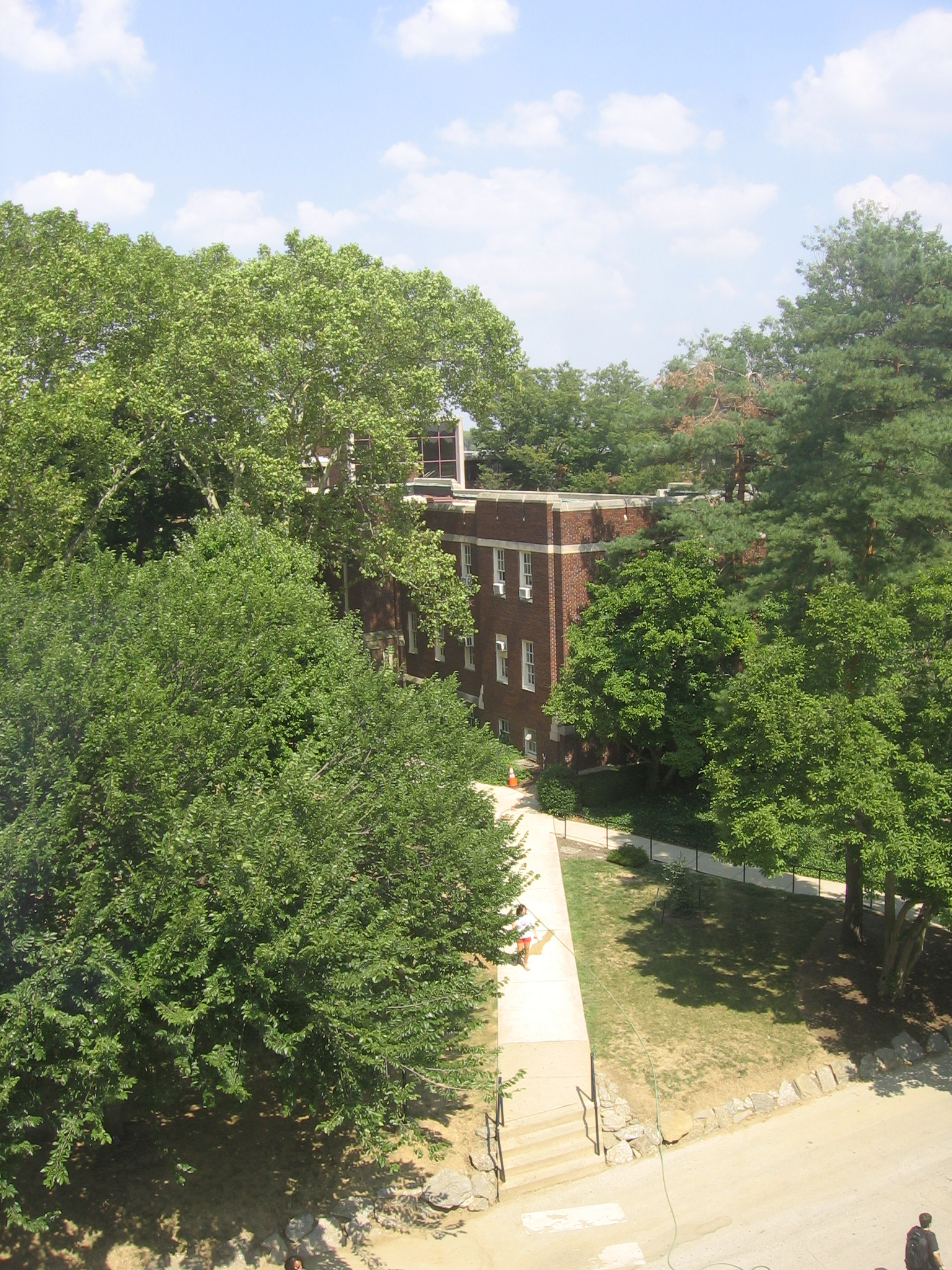
McShain Hall
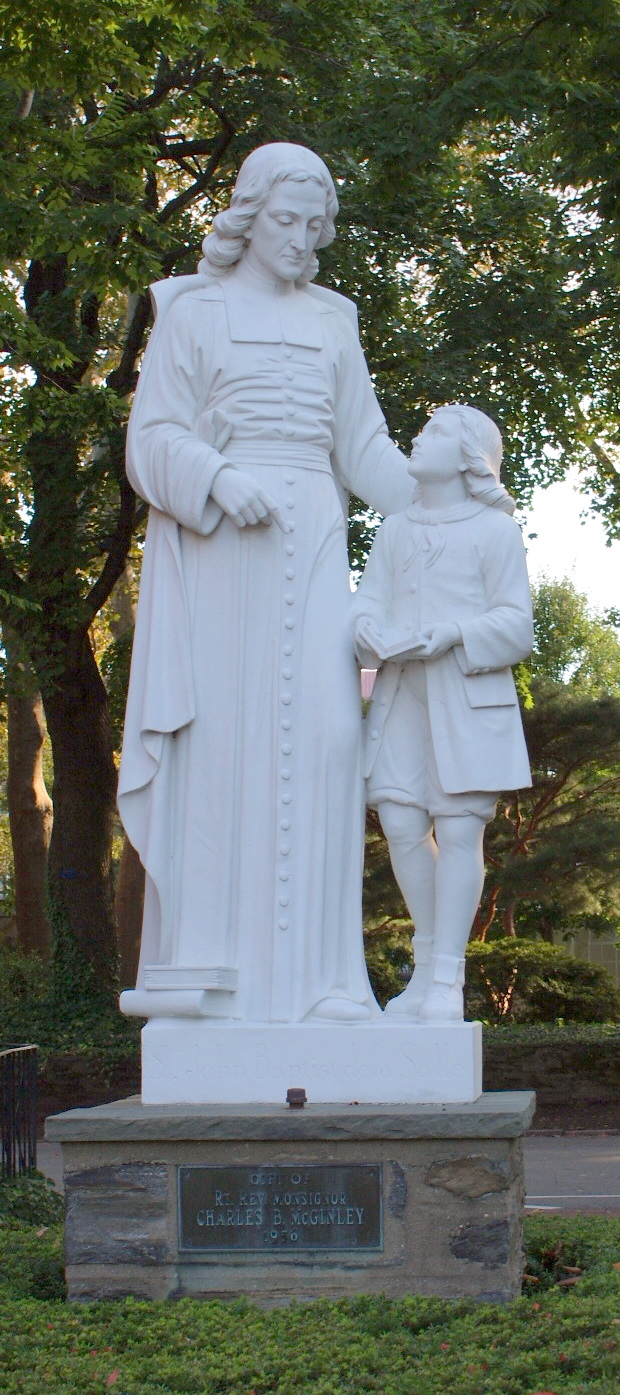
St. John Baptiste De La Salle.